# 184 p.n.e.
| [ Edytuj tabelę ] | |
| Król Armenii      | - 188 p.n.e. Artakses I 165 p.n.e.                                                                                |
| Król Baktrii      | - 190 p.n.e. Agatokles Baktryjski 180 p.n.e. - 190 p.n.e. Pantaleon 180 p.n.e. - 185 p.n.e. Antymachos 170 p.n.e. |
| Król Bitynii      | - 229 p.n.e. Prusjasz I 182 p.n.e.                                                                                |
| Cesarz Chin       | - 188 p.n.e. Liu Gong 184 p.n.e. - 184 p.n.e. Liu Hong 180 p.n.e.                                                 |
| Władca Egiptu     | - 204 p.n.e. Ptolemeusz V 180 p.n.e. - 194 p.n.e. Kleopatra I 176 p.n.e.                                          |
| Król Ilirii       | - 206 p.n.e. Pleuratos III 181 p.n.e.                                                                             |
| Król Kapadocji    | - 220 p.n.e. Ariarates IV 163 p.n.e.                                                                              |
| Władca Korei      | - 194 p.n.e. Wiman 161 p.n.e.                                                                                     |
| Król Macedonii    | - 221 p.n.e. Filip V 179 p.n.e.                                                                                   |
| Król Numidii      | - 206 p.n.e. Masynissa 148 p.n.e.                                                                                 |
| Król Partów       | - 191 p.n.e. Priapatius 176 p.n.e.                                                                                |
| Władca Pergamonu  | - 197 p.n.e. Eumenes II 159 p.n.e.                                                                                |
| Król Pontu        | - 185 p.n.e. Farnakes I 159 p.n.e.                                                                                |
| Władca Seleucydów | - 187 p.n.e. Seleukos IV Filopator 175 p.n.e.                                                                     |

Rok 184 p.n.e.
stulecia: III wiek p.n.e. ~
II wiek p.n.e. ~
I wiek p.n.e.

lata: 194 p.n.e. «
188 p.n.e. «
187 p.n.e. «
186 p.n.e. «
185 p.n.e. «
184 p.n.e. »
183 p.n.e. »
182 p.n.e. »
181 p.n.e. »
180 p.n.e. »
174 p.n.e.

## Wydarzenia
- Azja
  - koniec panowania dynastii Maurów
- Europa
  - w Rzymie Katon Starszy sprawował cenzurę

## Urodzili się
- Kleopatra II, władczyni Egiptu z dynastii Ptolemeuszy (zm. 115 p.n.e.)
- Scypion Afrykański Młodszy, rzymski wódz z okresu III wojny punickiej (zm. 129 p.n.e.)

## Zmarli
- Plaut, komediopisarz rzymski (data sporna lub przybliżona)